# Зимові Паралімпійські ігри 1976
Зимові Паралімпійські ігри 1976 відбулись у Ерншельдсвіку, Швеція з 21 по 28 лютого. Вони стали першими Зимовими Паралімпійські іграми, щоправда офіційно називалися «І Зимові Олімпійські ігри для інвалідів».
В іграх взяли участь 198 спортсменів з ампутованими кінцівками і поганим зором з 16 різних країн. Всього було розіграно 141 медаль у 2 видах спорту — гірськолижний спорт і лижні перегони. Крім цього проходили показові виступи в хокеї на санях.

## Види спорту
- Лижні перегони
- Гірськолижний спорт

## Таблиця медалей
Легенда
      Країна-господар
Топ-10 неофіційного національного медального заліку:
| Місце | Країна         | Золото | Срібло | Бронза | Загалом |
| ----- | -------------- | ------ | ------ | ------ | ------- |
| 1     | ФРН            | 10     | 12     | 6      | 28      |
| 2     | Швейцарія      | 10     | 1      | 1      | 12      |
| 3     | Фінляндія      | 8      | 7      | 7      | 22      |
| 4     | Норвегія       | 7      | 3      | 2      | 12      |
| 5     | Швеція         | 6      | 7      | 7      | 20      |
| 6     | Австрія        | 5      | 16     | 14     | 35      |
| 7     | Чехословаччина | 3      | 0      | 0      | 3       |
| 8     | Франція        | 2      | 0      | 3      | 5       |
| 9     | Канада         | 2      | 0      | 2      | 4       |
| 10    | Бельгія        | 0      | 0      | 0      | 0       |